# El Caoba (caserío)
El Caoba es un caserío que se encuentra ubicado en el municipio de Flores y Santa Elena de la Cruz departamento de Petén, República de Guatemala, Centroamérica. Se accede por la carretera que conduce de Flores hacia Tikal, en el kilómetro 35. El caserío tiene una extensión territorial de 4 caballerías, 61 manzanas y 5.590,83 varas cuadradas.
Según el censo demográfico realizado en 2011 por estudiantes del tercer grado básico del Instituto de Educación Básica IPMEB, el caserío tiene una población total de 2100 habitantes. 
En la actualidad la población se compone por un 97,9% de ladinos, y el 2,1% de etnia kekchi.

## Toponimia
El nombre del caserío se debe a la abundancia de árboles de caoba en el lugar y de donde el Aserradero de los Solares extrajo madera en abundante cantidad. El nombre de “El Caoba” surgió en el primer asentamiento cerca de la antigua pista de aterrizaje y se mantuvo en el segundo asentamiento donde actualmente se encuentra el Caserío.

## División política

### Alcaldes auxiliares
Los Alcaldes Auxiliares que ha habido en el Caserío han sido:
| Número correlativo | Nombre                      | Obras o Acontecimiento |
| ------------------ | --------------------------- | --- |
| 1.º                | Francisco Choc (Chico Choc) | - esposo de doña Angelina (†). |
| 2o.                | Isidoro Aldana.             | |
| 3o.                | Gabino Contreras.           | |
| 4o.                | Arnulfo Bonía (†)           | |
| 5o.                | Tomas Madrid.               | (Alcalde y Comisionado Militar ) (†) |
| 6o.                | Magdaleno Ramírez.          | Ejerció el cargo por 16 años y durante este tiempo fue su ayudante el señor Adolfo Avelar (†) .                                                                                   |
| 7o.                | Abel Maderos.               | En su gestión se le otorgó a CONAP un espacio en la comunidad para colocan una garita de control.                                                                                 |
| 8o.                | David Marroquín.            | Puesto en el cargo por el alcalde municipal de Flores, lo cual creó una reacción de descontento entre los pobladores que condujo a colocar en el cargo a Rodolfo Belisario López. |
| 9o.                | Rodolfo Belizario López.    | Ejerció el cargo por 14 años. |
| 10o.               | Víctor Ramírez Medrano.     | Periodo de 4 años |
| 11o.               | Manuel Verganza.            | Periodo de 4 años |
| 12o.               | Verónica Mateo y Mateo.     | Actual Alcaldesa Auxiliar Quien ejerce el cargo 2016-2020 |

## Geografía física

### Orografía
El 85% del terreno donde se asienta la comunidad es plano mientras que el otro 15% es de pequeñas elevaciones, tanto al sur como al norte del caserío. Todos los suelos corresponden a la división fisiográfica de tierras bajas del Petén. El suelo está compuesto de rocas sedimentarias calizas. 

### Clima
El Caserío El Caoba tiene clima tropical (Clasificación de Köppen: Aw).
| Parámetros climáticos promedio de El Caoba | Parámetros climáticos promedio de El Caoba | Parámetros climáticos promedio de El Caoba | Parámetros climáticos promedio de El Caoba | Parámetros climáticos promedio de El Caoba | Parámetros climáticos promedio de El Caoba | Parámetros climáticos promedio de El Caoba | Parámetros climáticos promedio de El Caoba | Parámetros climáticos promedio de El Caoba | Parámetros climáticos promedio de El Caoba | Parámetros climáticos promedio de El Caoba | Parámetros climáticos promedio de El Caoba | Parámetros climáticos promedio de El Caoba | Parámetros climáticos promedio de El Caoba |
| Mes                                        | Ene.                                       | Feb.                                       | Mar.                                       | Abr.                                       | May.                                       | Jun.                                       | Jul.                                       | Ago.                                       | Sep.                                       | Oct.                                       | Nov.                                       | Dic.                                       | Anual                                      |
| ------------------------------------------ | ------------------------------------------ | ------------------------------------------ | ------------------------------------------ | ------------------------------------------ | ------------------------------------------ | ------------------------------------------ | ------------------------------------------ | ------------------------------------------ | ------------------------------------------ | ------------------------------------------ | ------------------------------------------ | ------------------------------------------ | ------------------------------------------ |
| Temp. máx. media (°C)                      | 26.9                                       | 27.6                                       | 28.9                                       | 30.6                                       | 32.4                                       | 32.5                                       | 31.0                                       | 31.2                                       | 30.7                                       | 29.0                                       | 27.4                                       | 26.7                                       | 29.6                                       |
| Temp. media (°C)                           | 22.8                                       | 23.3                                       | 24.7                                       | 26.3                                       | 28.1                                       | 28.4                                       | 27.1                                       | 27.2                                       | 26.8                                       | 25.2                                       | 23.4                                       | 22.5                                       | 25.5                                       |
| Temp. mín. media (°C)                      | 18.8                                       | 19.0                                       | 20.5                                       | 22.1                                       | 23.8                                       | 24.4                                       | 23.2                                       | 23.2                                       | 22.9                                       | 21.4                                       | 19.4                                       | 18.4                                       | 21.4                                       |
| Precipitación total (mm)                   | 66                                         | 55                                         | 43                                         | 34                                         | 136                                        | 209                                        | 187                                        | 183                                        | 227                                        | 208                                        | 115                                        | 87                                         | 1550                                       |
| Fuente: Climate-Data.org                   |                                            |                                            |                                            |                                            |                                            |                                            |                                            |                                            |                                            |                                            |                                            |                                            |                                            |

### Ubicación geográfica
La comunidad se encuentra a una altitud promedio de 333 [[Metros sobre el nivel del mar|m s. n. m.]].
El Caoba es un Caserío del municipio de Flores y la Ciudad de Santa Elena De la Cruz. sus colindancias son:
- Norte: Comunidad de El Porvenir
- Este: Comunidad de Macanché y Naranjo
- Sur: Comunidad de El Capulinar[4]
- Oeste: Municipio de San José

### Límites
|                              | Norte: Comunidad de El Porvenir |                                       |
| Oeste: Municipio de San José |                                 | Este: Comunidad de Macanché y Naranjo |
|                              | Sur: Comunidad de El Capulinar  |                                       |

## Historia

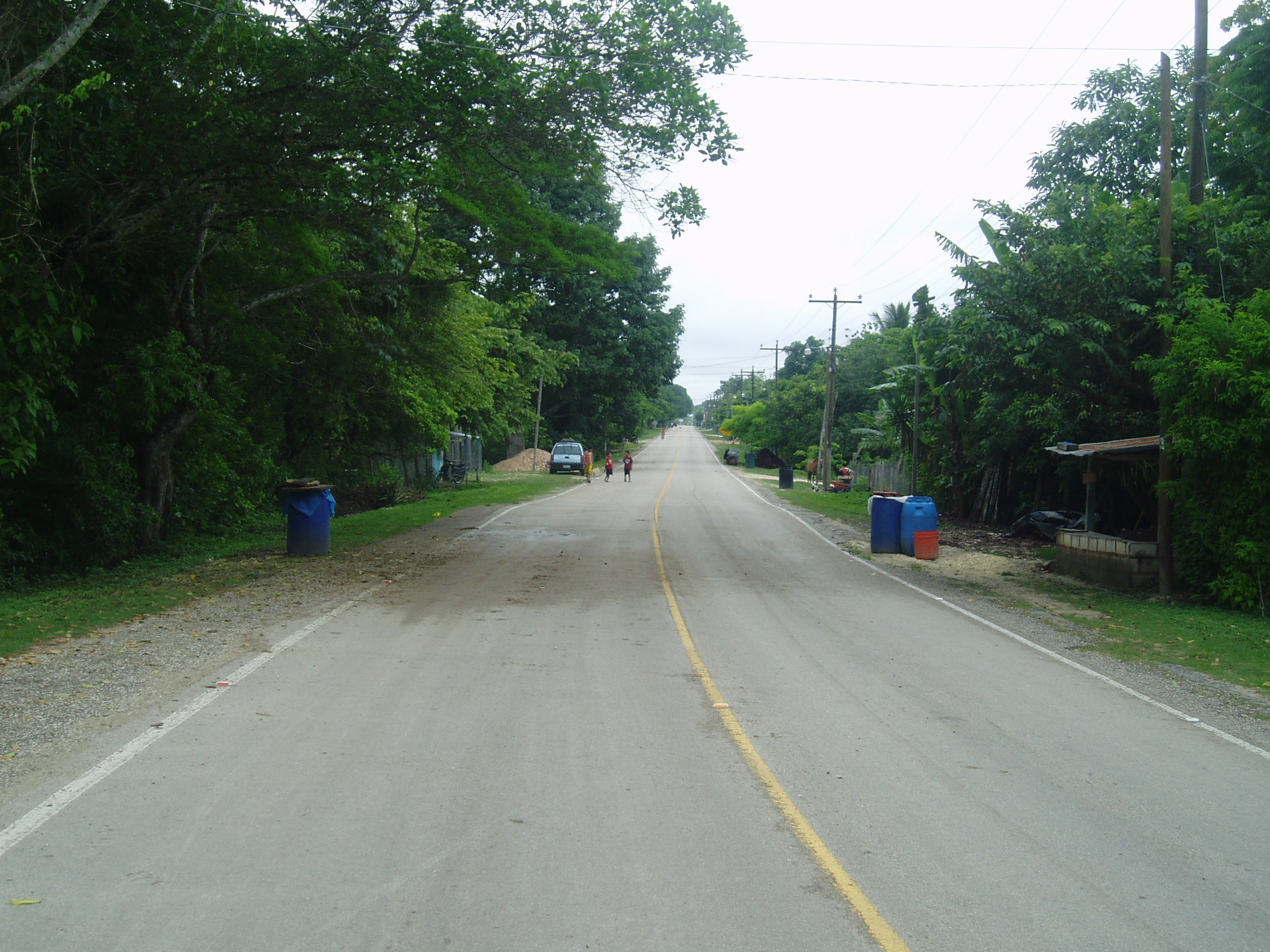
Caserío El Caoba distribuido a los costados de la carretera que conduce a Tikal.

El caserío fue fundado en 1957, siendo un campamento de descanso utilizado por chicleros que llevaron sus cargamentos de chicle hacia un área central, por lo que utilizaban el lugar para descansar una noche y continuar al siguiente día. 
Lo que actualmente se denomina “El cruce”, conduce a la antigua pista de aterrizaje que se encuentra a 3 km de la actual población, mientras que siguiendo la carretera asfaltada, se llega al Parque nacional Tikal.
Los primeros habitantes se asentaron a los costados de la antigua pista de aterrizaje y procedían de Cobán en Alta Verapaz y eran de origen queqchi. Algunos provenían de otros lugares del interior del país. El segundo asentamiento de la comunidad se realizó donde se encuentra actualmente.
Los primeros habitantes fueron: Francisco Choc, Arturo Figueroa, Manuel Jurado, Porfirio Castillo, Luis Vásquez, Juan Caal y Simón Cruz.

### Cementerio

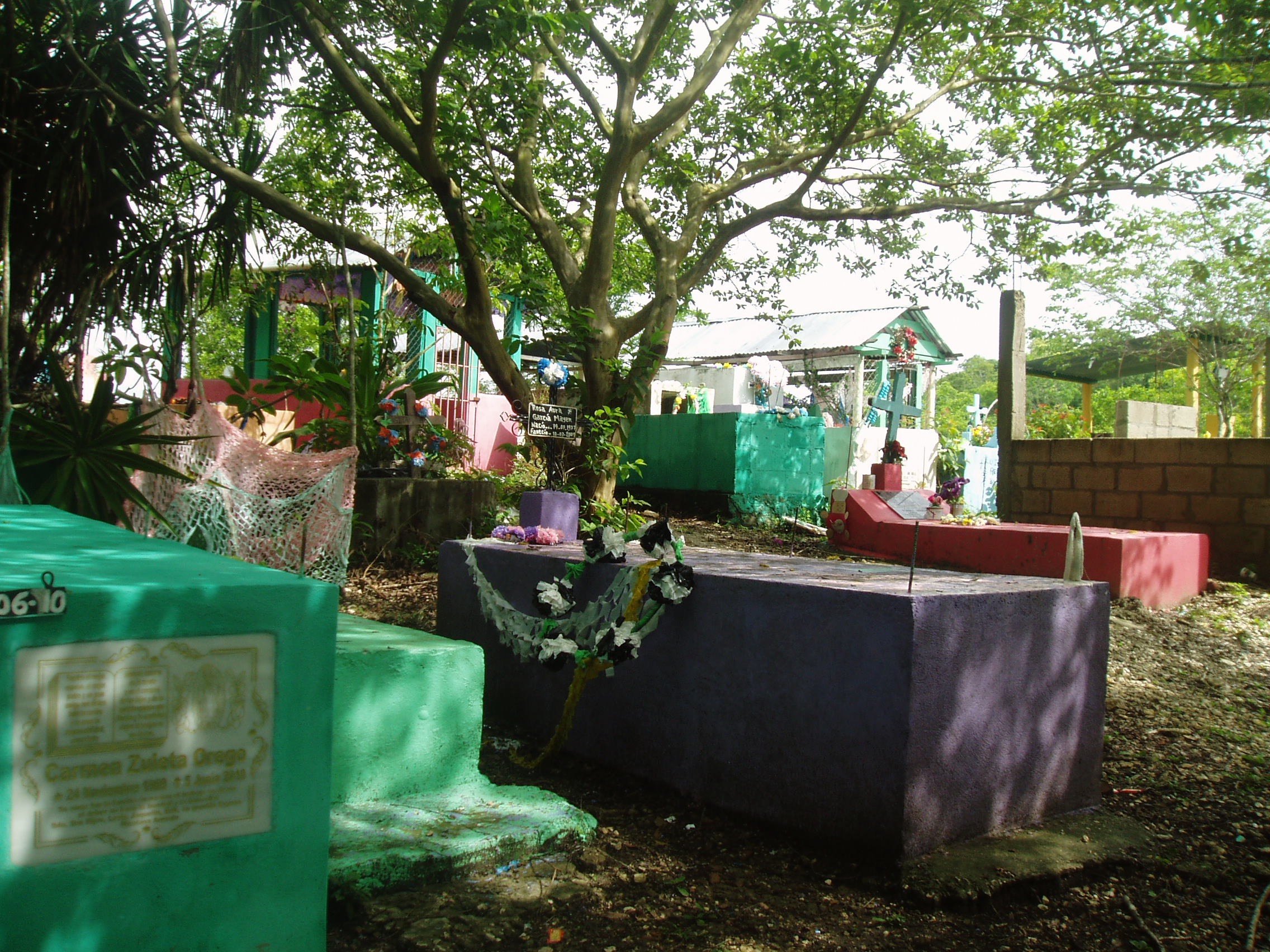
Cementerio del Caoba.

Se gestionó su creación en 1978 por Adolfo Avelar y Tomás Madrid, ya que solo existía cementerio en la comunidad cercana de El Remate. Sucedió previo a la creación del cementerio que una hija del señor Adolfo Avelar murió y durante la procesión del entierro hacia El Remate, llovió y las personas que iban en la procesión se mojaron, lo cual fue una gran incomodidad, lo que condujo a don Adolfo Avelar a gestionar la creación del cementerio en el Caserío El Caoba, aprobación que consiguió en 1980, midiéndose y usándose a partir de 1981.
La primera persona en ser enterrada en el cementerio fue don Mariano Córdoba y el segundo fue el niño Rony Hernández. La tercera persona fue doña Dionicia Reyes, madre de don Mariano Córdoba.

### Otros acontecimientos
El 29 de junio de 1983 se celebró en la comunidad, el primer aniversario de las Patrullas de Autodefensa Civil.
En 1996 se inauguró el proyecto de Agua Potable de la comunidad.

## Recursos naturales
El Caoba está incluido entre la zona transicional del bosque húmedo y muy húmedo subtropical, categoría dada al municipio de Flores.

### Flora y fauna
En el momento de la fundación de la comunidad, existían bosques de espesa vegetación pero a través del tiempo se ha ido perdiendo por la tala inmoderada de maderas existentes con mayor cantidad fueron: caoba, chico zapote, Santa María, Ramón, etc. Actualmente propietarios de parcelas han recurrido a la reforestación a través de los incentivos del INAB, con el programa PINFOR.
Entre las plantas alimenticias más conocidas están: la hierba mora o quilete (macuy), chipilín, yuca, camote, macal, chaya, etc. La fauna de la comunidad, como en todo el Petén, se ha disminuido tanto por la destrucción del bosque, como por la caza inmoderada todavía se encuentran en los alrededores especies de venado, cabrito silvestre, jabalí, tepezcuintle, coche de monte, ardillas, zereque, gatos de monte, pizotes, mono saragüate, mono araña, tacuazin (zarigüeya), loros, gavilanes, y serpientes como barba amarilla, corales, masacuatas, falsos corales y otras. También existen muchas especies en peligro de extinción como: jaguar, tigrillo, danto o tapir cojolita, faysan, pavo petenero, venados, loros reales, etc.

## Atractivos turísticos
En la comunidad existen los siguientes atractivos turísticos:  
- El Mirador 3 Lagos localizado al este a 2 km del Barrio Las Marías se encuentra en la entrada de la comunidad del Caoba viniendo por la calle asfaltada de Santa Elena de la Cruz hacia el Parque nacional Tikal.
- También se tienen dos reservas comunitarias; una de ellas la Balastrera, constituida de 22 manzanas, se encuentra bajo la coadministración de los estudiantes del nivel Básico de la comunidad.

## Servicios básicos

### Abastecimiento de agua
La comunidad de El Caoba sufrió mucho por la escasez de agua para consumo humano y para uso doméstico. Las personas se abastecían de agua en varias aguadas (pequeñas lagunetas) naturales y artificiales. Durante la época seca era difícil obtener agua ya que las aguadas se secaban y los pobladores se veían obligados a bajar hasta el lago Petén Itzá, en la comunidad de El Remate. Fue hasta 1996 cuando se introdujo agua entubada que se extrae a 1 km de distancia, en la comunidad cercana de El Capulinar. El agua entubada es todavía de baja calidad debido al gran contenido de cal en ella.

## Salud
La comunidad cuenta con una unidad mínima de salud y un grupo de guardianas de salud, cuatro comadronas. Las guardianas de salud son capacitadas por el Ministerio de Salud de Santa Elena de la Cruz en varias ocasiones en el mes; también se dan jornadas de consultas y de vacunaciones por dicha entidad.

## Educación
Actualmente la comunidad cuenta con los siguientes niveles de educación.

### Párvulos
Su infraestructura está adscrita al edificio del nivel primario.

### Primaria
El nivel ha aumentado, con instalaciones sin alojamiento a todos los estudiantes demandantes del servicio educativo.
En 2009, se ampliaron las instalaciones de las aulas con la construcción de cuatro aulas y un salón específico para computación por parte de un proyecto municipal y otras cuatro aulas Finalizadas por una donación por una transnacional de turismo, que aporto la cantidad de 100.000 quetzales y la mano de obra por parte de los padres de familia que sin escatimar esfuerzo colaboraron con la mano de obra no calificada.  En el mismo 2009 el alcalde Municipal de Flores a través de un proyecto inició y culminó la construcción de cuatro aulas  mäs  para el beneficio del nivel primario, dándose en uso el año 2010.

### Nivel básico
Siendo de carácter privado se gestionó por los estudiantes Universitarios entre ellos. Emigdio Olivares, José Víctor Orellana Ramos, Neptalí Ramos Hernández, Moisés Reyes Rodríguez, Apolinario Córdova, Jorge Saúl Rodríguez Bonilla y Vicente Avelar Hernández.  Pero por inconveniencias de funcionamiento se canceló  en el año 2008 lo cual le dio paso a la modalidad denominada Telesecundaria  (T S) siendo de carácter oficial ; gestionado por el P E M. Jorge Saúl Rodríguez Bonilla , y abierto en 2009, fungiendo como directora la P E M . Magdalena Betzey Rivera García y dos profesoras más y los vecinos de más escasos recursos que no pueden enviar a sus hijos a estudiar a un colegio privado o del área central, enviando a sus hijos a dicho centro sin pagar.

## Infraestructura existente
La construcción de un salón comunitario de usos múltiples, iniciado en la gestión del alcalde municipal Emilio Tager Castillo y culminado en la administración del alcalde Carlos René Caal en 2011. 
En 2011 se realizó también la construcción de una casa de capacitación para la mujer, en donde se les brinda capacitación en costura, la construcción de cuatro aulas adicionales en la escuela de la comunidad, así como la construcción de un centro para computación.

## Cultura

### Religión
El 46 % de los pobladores profesan la religión católica y el 54% restantes, son evangélicos y algunos sin practicar ninguna religión.

### Fiestas cívicas y religiosas
Como en todo Petén y Guatemala, en El Caoba se celebran fiestas cívicas, tales como el día de Tecún, del árbol de la bandera, el día de la Independencia y día de la raza, y otros. En la organización de estos eventos participan los maestros de los diferentes niveles escolares y voluntarios de la comunidad que apoyan actividades culturales y deportivas.
El 30 de abril de 1972 fue fundada la escuela del Caoba y por eso es que 30 de abril de cada año, se celebra el aniversario de la E.O.R.M.  Ya que en esa fecha fue inaugurada, siendo el agasajado el profesor Luis Alberto Castellanos Corzo quien fue el precursor de la educación en la Comuna.
En la comunidad se celebran las siguientes actividades religiosas:
- del 2 al 5 de febrero se celebra la fiesta patronal en honor a la Virgen de Candelaria.
- Los 1 y 2 de noviembre se celebran el Día de Todos los Santos  y día de los muertos, en donde los niños salen a las calles y, pasando casa por casa, pidiendo Ixpashaá para la calavera.
- Del 15 al 24 de diciembre se celebran las posadas, el 24 de diciembre misa de media noche y el 25 la Navidad del Señor y el 31 la fiesta de fin de año y la bienvenida del año nuevo.

## Actividades económicas

### Agricultura
Sus suelos tienen una escasa capacidad agrícola y son susceptibles de degradación y erosión si se deforestan, pero si son aptos para sostener bosques o praderas por lo que la ganadería se convierte en unos de los sistemas de explotación de los bosques y se convierte esos terrenos en pastizales.

### Industria y comercio
En la comunidad se encuentran empresas industriales, como: Árbol Verde con aprovechamientos forestales de una concesión adjudicada y cuya materia prima es maquilada y exportada. También existen pequeñas industrias, tales como carpinterías que elaboran muebles para el mercado local.
Existen también albañiles, carpinteros, sastres, modistas, y consejeras de belleza, leñadores, xateros, chicleros, choferes, y guías de turistas, jornaleros y varios profesionales en diversos campos.

### Ganadería
A partir de los años ochenta la ganadería experimentó un fuerte crecimiento, ya que todos los campos dedicados para la agricultura se convirtieron en pastizales. Desde hace muchos años la ganadería en menor escala se mantuvo, convertido en pastizales para la ganaderïa, siendo las personas procedentes de Jutiapa y otros departamentos del Oriente, han convertido el lugar en producciön ganadera razón por la cual muchos vecinos se han convertido en negociantes del ganado vacuno, otro número.
Especialmente las amas de casa se dedican a la crianza de gallinas, cerdos y otros animales de patio.

### Recursos de explotación forestal
Con la misma capa forestal en la comunidad sigue la fiebre de la deforestación y lo hacen en lo poco municipal que queda y la mayoría se hace en propiedades privadas, las maderas de color o finas son apetecidas para los talleres de carpintería, se aprovecha xate, chicle, bayal, mimbre, huano, bejuco y maderas para la artesanía, como rosul, tinto, pige y siricote.

## Transporte y vías de acceso

### Vías de acceso
El Caoba se comunica con Flores por la carretera asfaltada entre Flores hacia Tikal. Los caminos en el interior de la comunidad son da capa de balasto, lo que permite evitar que se vuelvan fangosas en las épocas de lluvia.

### Transporte
El único medio de transporte es vía terrestre. Existe un servicio de transporte extraurbano a través de organizaciones privadas como la Asociación de Transportistas Imperio Maya (ATIM), y los servicios de minibuses que transportan turistas.